# Pibrac
Pibrac è un comune francese di 8 234 abitanti situato nel dipartimento dell'Alta Garonna nella regione dell'Occitania.

## Società

### Evoluzione demografica
Abitanti censiti

## Monumenti e luoghi
- Chiesa di Santa Maria Maddalena.
È classificata monumento storico di Francia così come il retablo, le sei statue e il bassorilievo ligneo dipinto e dorato del XVIII secolo, l'altare, il tabernacolo, il crocifisso e le due statue in marmo (1968), l'organo di tribuna. I resti di santa Germana di Pibrac sono conservati in una cassa.
- Basilica di Santa Germana di Pibrac, costruita tra il 1896 ed il 1901 su progetto dell'architetto Pierre Esquié.
Nel 2010 papa Benedetto XVI l'ha elevata al rango di basilica minore.[2]
- Priorato di San Domenico di Pibrac
- Castello di Pibrac.
- Porta Enrico IV

## Immagini di Pibrac

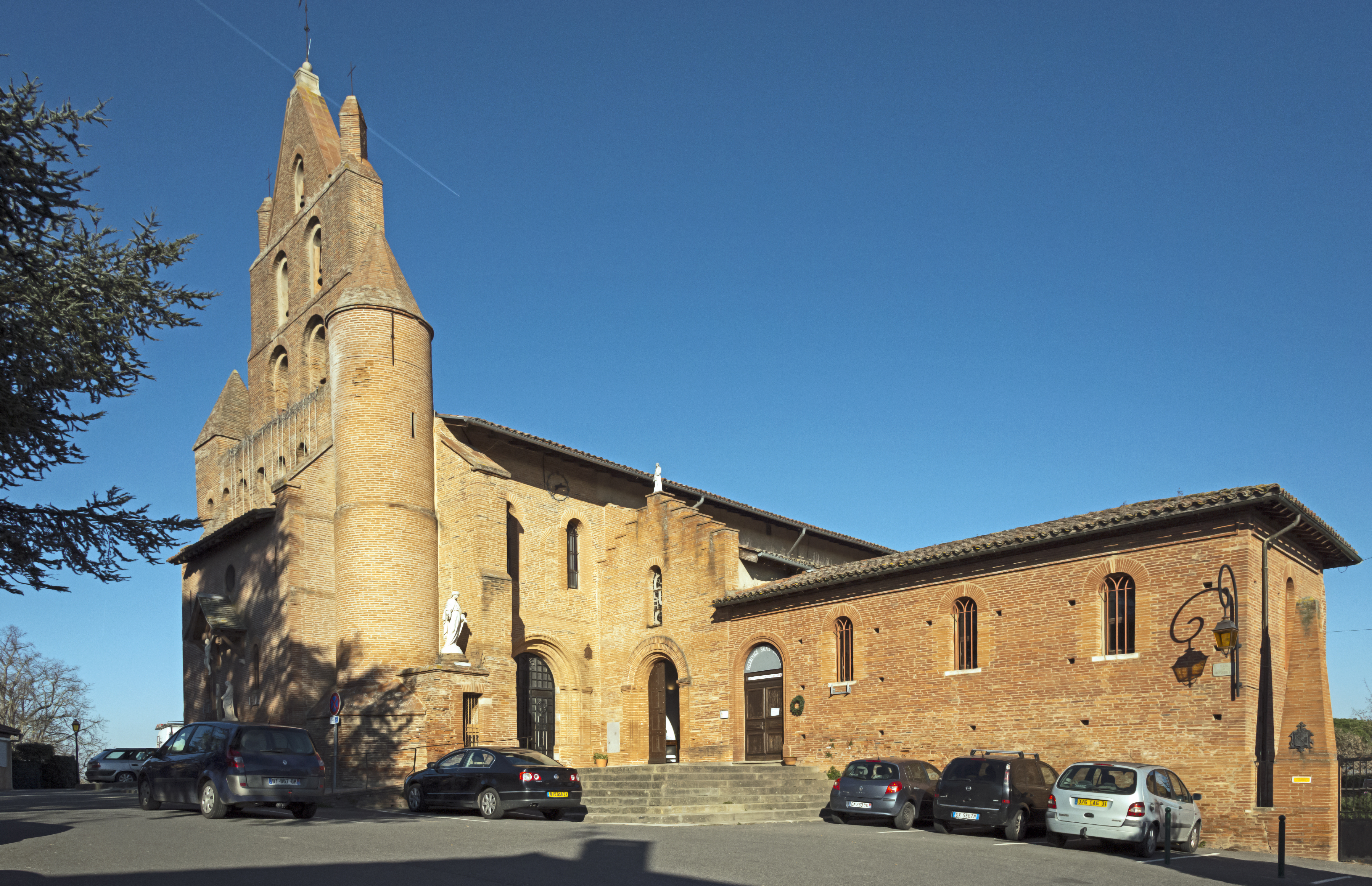
Chiesa Santa Maria Maddalena
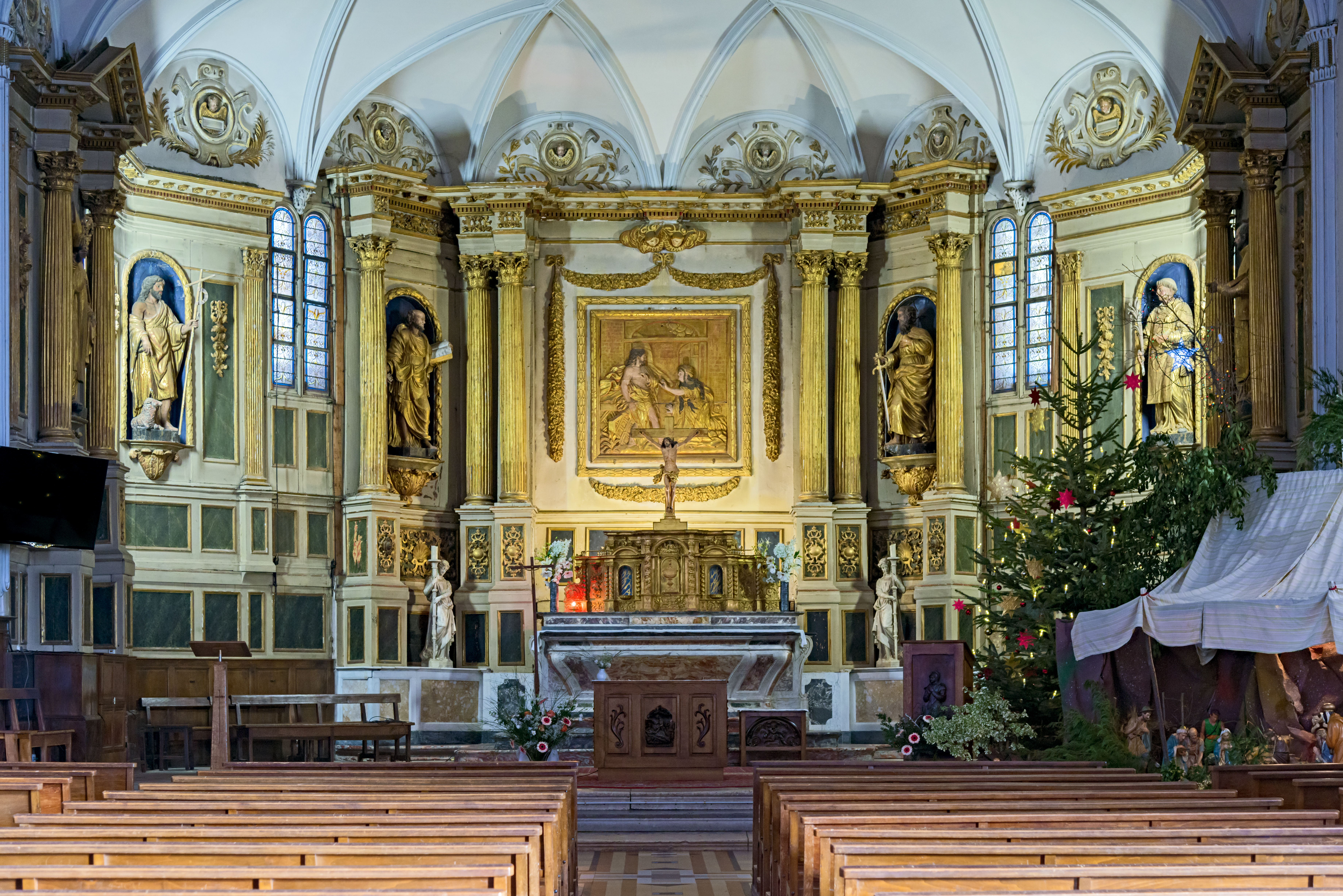
Chiesa di Santa Maria Maddalena di Pibrac, altar maggiore:  6 statue, bassorilievo in legno dorato
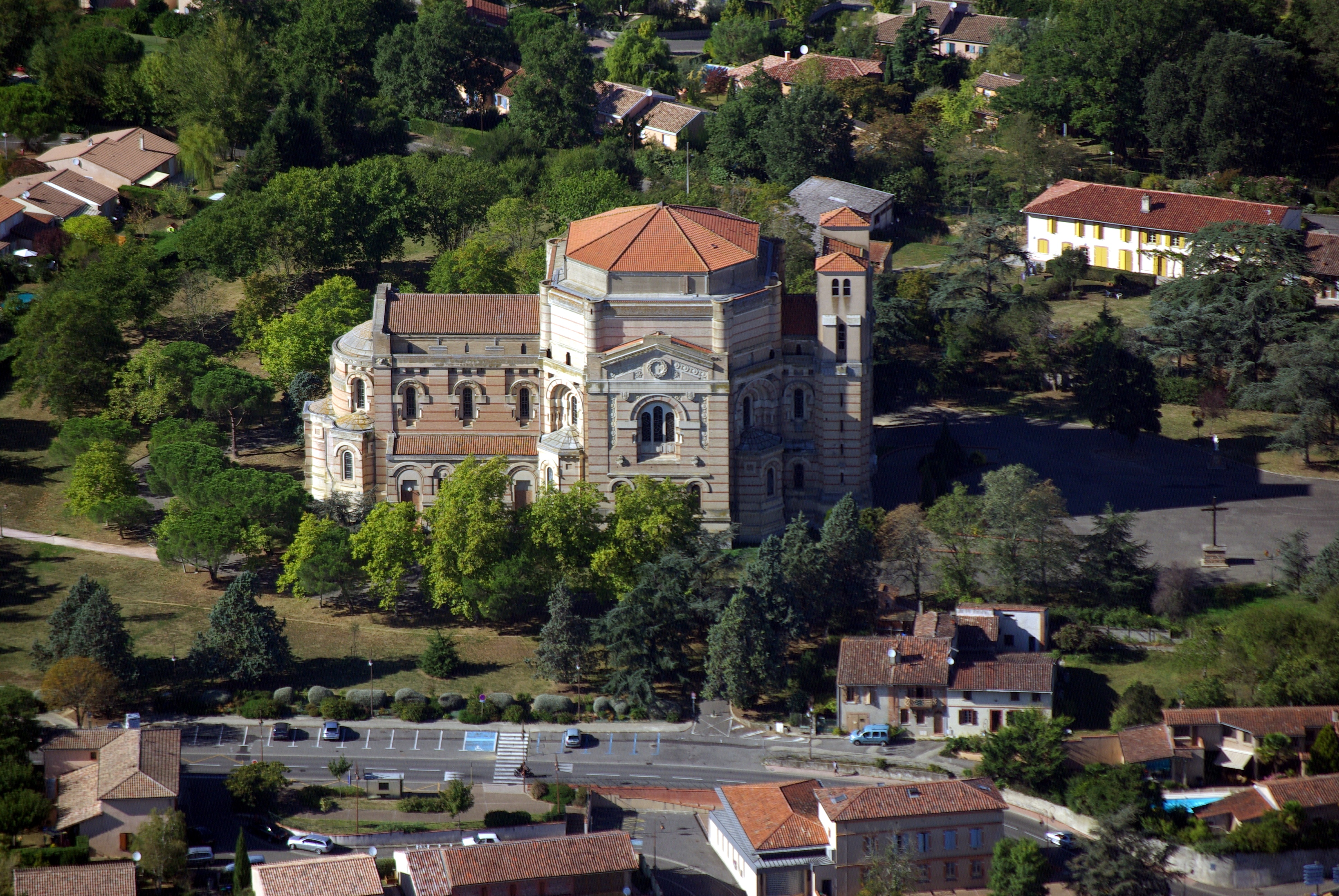
Basilica di Santa Germana: veduta dall'alto
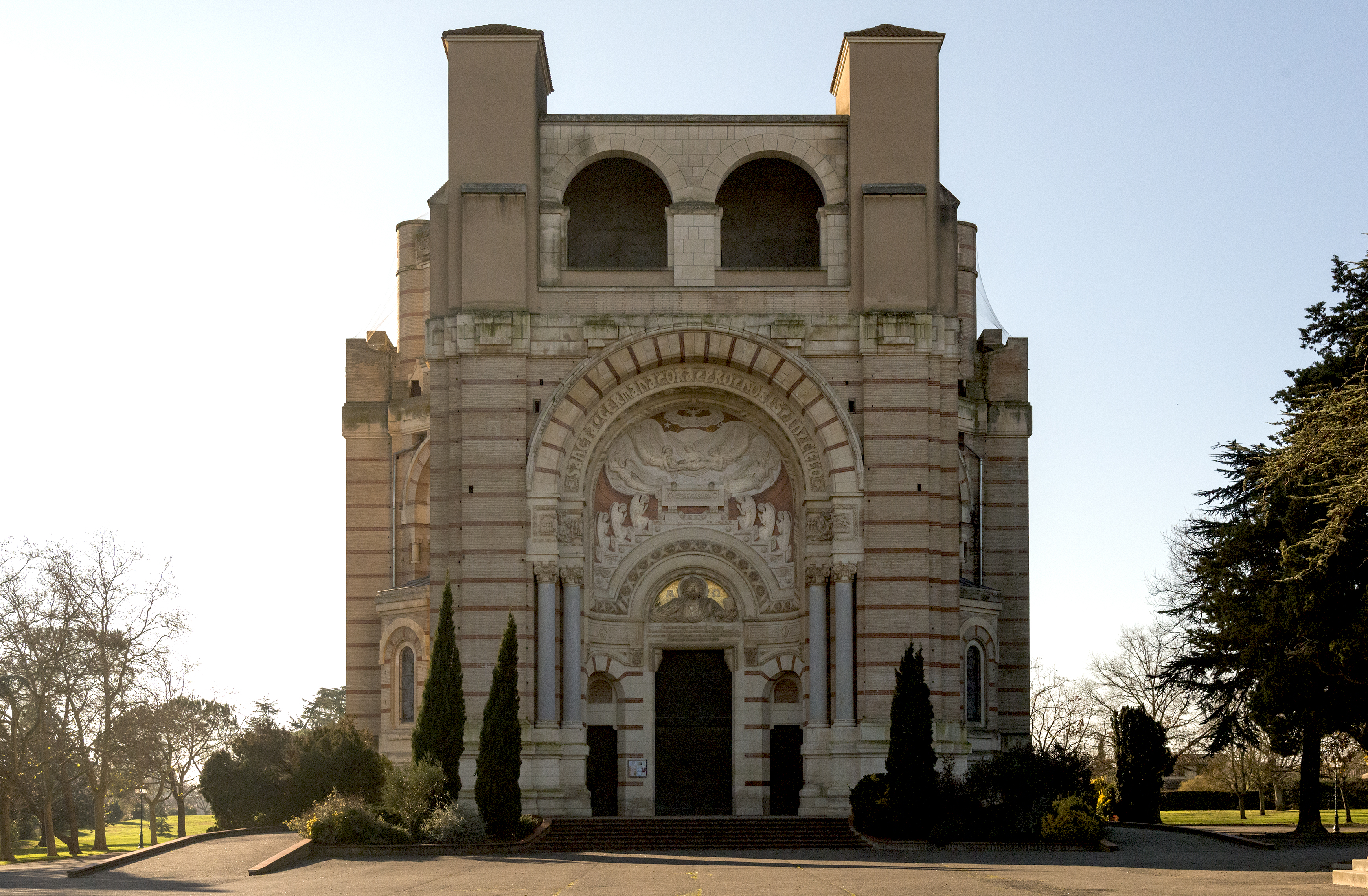
Basilica di Santa Germana: la facciata
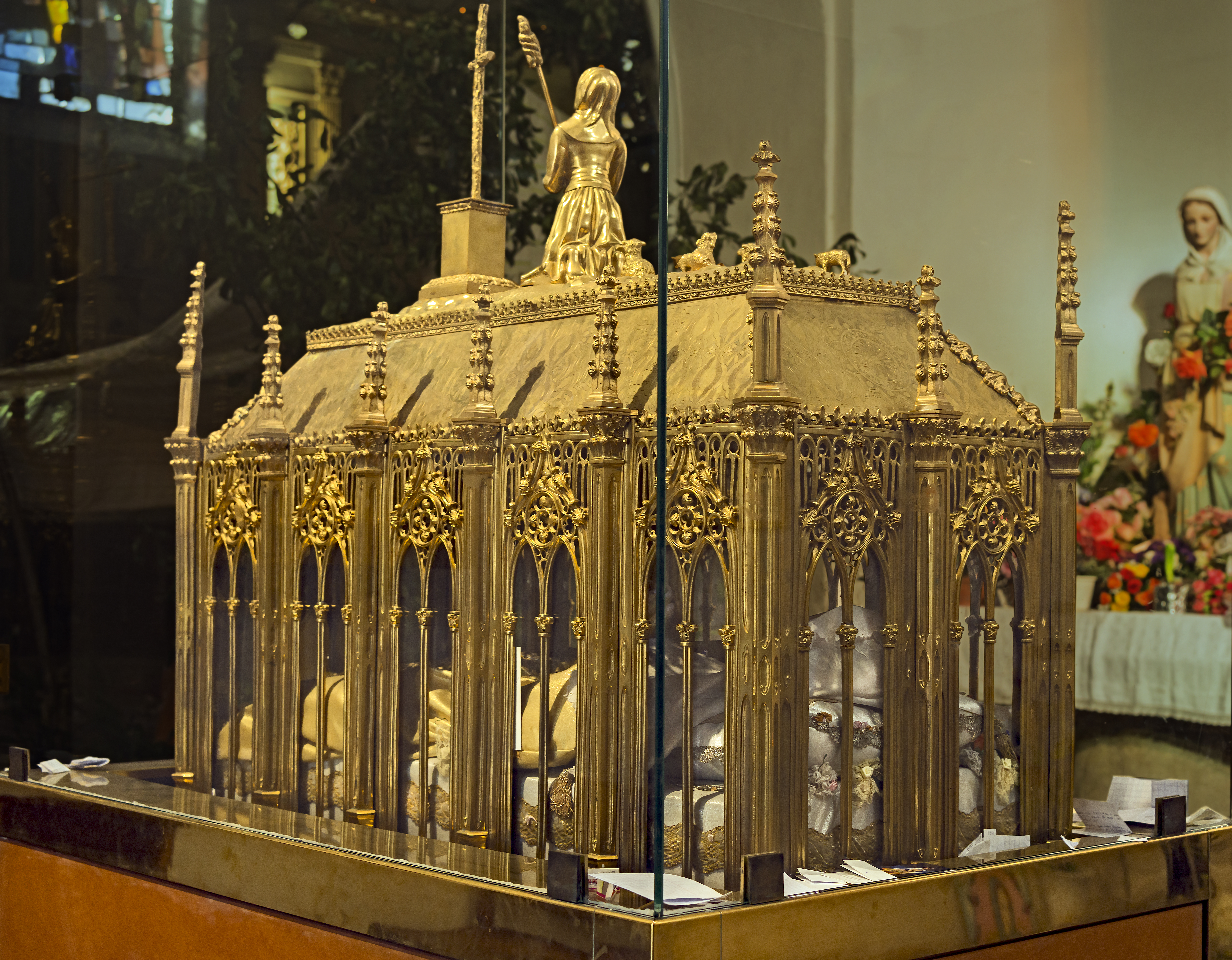
Reliquiario di Santa Germana di Pibrac
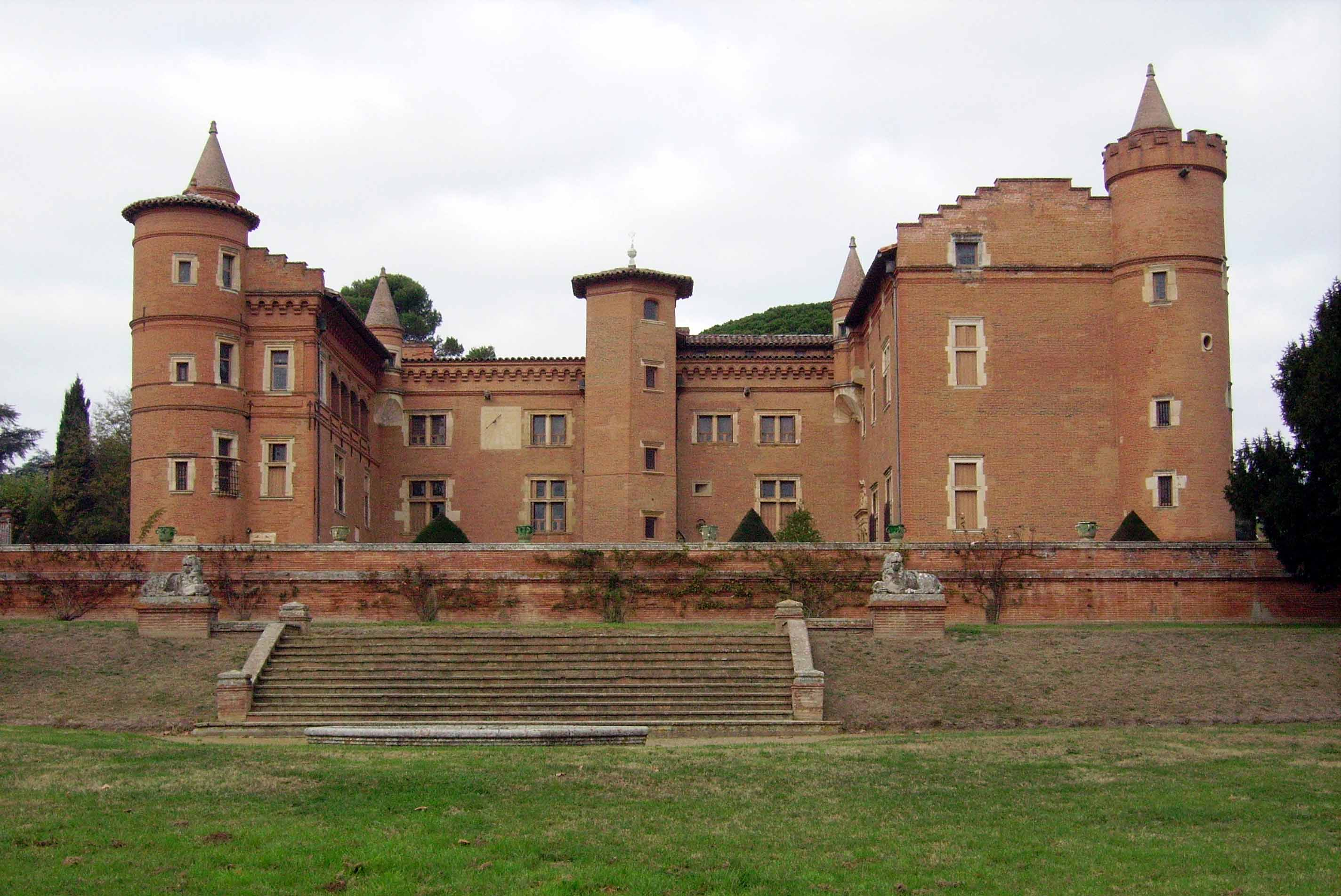
Castello di Pibrac